# Wer bist du?
Wer bist du? (с нем. — «Кто ты?») — дебютный студийный альбом группы Megaherz, выпущенный в 1997 году.

## Об альбоме
С демоальбома Herzwerk взяты три песни: Krone der Schöpfung (изначально песня в двух частях, в этом альбоме — единый трек), Negativ и Hänschenklein 1995 (как Hänschenklein Siebenundneunzig).
Первая песня, Gott sein — самая известная. Позднее будет записан её ремейк Gott sein ’04 с участием Матиаса Эльсхольца в качестве вокалиста. Здесь поётся о том, насколько трудно быть Богом. Позднее эта песня определила тематику для некоторых других композиций, таких как Falsche Götter, Fauler Zauber.
В 2004 году альбом был переиздан в США с наименованием Megaherz I.

## Список композиций
| №   | Название                                                               | Длительность |
| --- | ---------------------------------------------------------------------- | ------------ |
| 1.  | «Gott sein» (Быть богом)                                               | 4:15         |
| 2.  | «Wer bist du?» (Кто ты?)                                               | 3:07         |
| 3.  | «Schlag zurück» (Давать отпор)                                         | 4:02         |
| 4.  | «Das Leben» (Жизнь)                                                    | 4:00         |
| 5.  | «Finsternis» (Мрак)                                                    | 1:19         |
| 6.  | «Licht» (Свет)                                                         | 3:51         |
| 7.  | «Negativ» (Негатив)                                                    | 3:45         |
| 8.  | «Kopf durch die Wand» (Идите сквозь стену (досл. Голову сквозь стену)) | 4:31         |
| 9.  | «Müde» (Уставший)                                                      | 4:40         |
| 10. | «Krone der Schöpfung» (Венец творения)                                 | 4:05         |
| 11. | «Tanzen gehen» (Идти танцевать)                                        | 3:24         |
| 12. | «Die Gedanken sind frei» (Мысли свободны)                              | 4:00         |
| 13. | «Hänschenklein Siebenundneunzig» (Маленький Ганс '97)                  | 2:53         |
| 14. | «Wer bist du? (Noel Pix mix)» (Кто ты? (Noel Pix mix))                 | 4:32         |